# Zvezdan (ime)
Zvezdan je moško osebno ime.

## Izvor imena
Ime Zvezdan je izpeljano iz ženskega osebnega imena Zvezda.

## Pogostost imena
Po podatkih Statističnega urada Republike Slovenije je bilo na dan 31. decembra 2007 v Sloveniji število moških oseb z imenom Zvezdan: 105.

## Osebni praznik
V koledarju je ime Skupaj z imenom Zvezda; god praznuje 1. julija.